# RNF14
RNF14 (англ. Ring finger protein 14) – білок, який кодується однойменним геном, розташованим у людей на короткому плечі 5-ї хромосоми. Довжина поліпептидного ланцюга білка становить 474 амінокислот, а молекулярна маса — 53 837.
| 10         |  | 20         |  | 30         |  | 40         |  | 50         |
| ---------- |  | ---------- |  | ---------- |  | ---------- |  | ---------- |
| MSSEDREAQE |  | DELLALASIY |  | DGDEFRKAES |  | VQGGETRIYL |  | DLPQNFKIFV |
| SGNSNECLQN |  | SGFEYTICFL |  | PPLVLNFELP |  | PDYPSSSPPS |  | FTLSGKWLSP |
| TQLSALCKHL |  | DNLWEEHRGS |  | VVLFAWMQFL |  | KEETLAYLNI |  | VSPFELKIGS |
| QKKVQRRTAQ |  | ASPNTELDFG |  | GAAGSDVDQE |  | EIVDERAVQD |  | VESLSNLIQE |
| ILDFDQAQQI |  | KCFNSKLFLC |  | SICFCEKLGS |  | ECMYFLECRH |  | VYCKACLKDY |
| FEIQIRDGQV |  | QCLNCPEPKC |  | PSVATPGQVK |  | ELVEAELFAR |  | YDRLLLQSSL |
| DLMADVVYCP |  | RPCCQLPVMQ |  | EPGCTMGICS |  | SCNFAFCTLC |  | RLTYHGVSPC |
| KVTAEKLMDL |  | RNEYLQADEA |  | NKRLLDQRYG |  | KRVIQKALEE |  | MESKEWLEKN |
| SKSCPCCGTP |  | IEKLDGCNKM |  | TCTGCMQYFC |  | WICMGSLSRA |  | NPYKHFNDPG |
| SPCFNRLFYA |  | VDVDDDIWED |  | EVED       |  |            |  |            |

A: Аланін

C: Цистеїн

D: Аспарагінова кислота

E: Глутамінова кислота

F: Фенілаланін

G: Гліцин

H: Гістидин

I: Ізолейцин

K: Лізин

L: Лейцин

M: Метіонін

N: Аспарагін

P: Пролін

Q: Глутамін

R: Аргінін

S: Серин

T: Треонін

V: Валін

W: Триптофан

Кодований геном білок за функціями належить до трансфераз, фосфопротеїнів. 
Задіяний у таких біологічних процесах, як транскрипція, регуляція транскрипції, убіквітинування білків, альтернативний сплайсинг. 
Білок має сайт для зв'язування з іонами металів, іоном цинку. 
Локалізований у цитоплазмі, ядрі.